# Rapepat Nakphet
Rapepat Nakphet (tiếng Thái: รพีพัชร นาคเพ็ชร, sinh ngày 30 tháng 10 năm 1986) là một cầu thủ bóng đá từ Thái Lan.